# Allegany County (Maryland)
Allegany County se nachází na severozápadě amerického státu Maryland. Vznikl roku 1789 odtržením od Washington County. K roku 2009 zde žilo 72 532 lidí na ploše o rozměrech 1113 km. Oproti roku 2000 byl zaznamenán pokles o přibližně 2400 obyvatel. Okresní město je Cumberland, jenž je i jeho největším městem.

## Geografie
Celková rozloha okresu je 1113 km, z toho 1,02 % jsou vodní plochy. Hustota osídlení k roku 2009 byla 65 ob./km². Okres sousedí s 8 jinými okresy nacházejícími se ve třech státech:
- Somerset County v Pensylvánii – severovýchod
- Bedford County v Pensylvánii – sever
- Fulton County v Pensylvánii – severovýchod
- Washington County v Marylandu – východ
- Garrett County v Marylandu – západ
- Morgan County v Západní Virginii – jihovýchod
- Hampshire County v Západní Virginii – jih
- Mineral County v Západní Virginii – jihozápad

## Demografie
V roce 2010 bylo rasové složení následující – 88,16 % nehispánští běloši, 8,03 % černoši, 0,14 % Původní Američané, 0,76 % Asiaté, 0,04 % Tichomořští ostrované, 0,08 % jiná rasa, 1,47 % dvě a více ras a 1,44 % byli Hispánci. 20,60 % obyvatel bylo mladších 18 let, ve věku 18–64 to bylo 61,5 % a konečné pro věk nad 65 let 17,90 %.
Data ze sčítání v roce 2000 nám dále říkají, že průměrný věk byl tehdy 39 let a medián příjmů na domácnost byl 30 821 dolarů.

## Města
- Cumberland
- Frostburg
- Barton
- Lonaconing
- Luke
- Midland
- Westernport

Samozřejmě se vyskytuje v okrese Allegany další spousta sídel patřících do takzvaných Nezačleněných komunit a pár městeček, které nepatří do žádné z uvedených skupin.

## Chráněná území
Národní historický park Chesapeake and Ohio canal

## Významné přírodní body
- Evitts Mountain
- Dans Mountain
- Polish Mountain
- Town Hill
- Haystack Mountain
- Martin Mountain
- Wills Mountain

a další…

## Důležité dálnice
- Interstate 68
- U.S. Route 40
- U.S. 40 Alt
- U.S. Route 40 Scenic
- U.S. Route 220

a spousta dalších…